# Tibouchina ackermannii
Tibouchina ackermannii är en tvåhjärtbladig växtart som beskrevs av Célestin Alfred Cogniaux. Tibouchina ackermannii ingår i släktet Tibouchina och familjen Melastomataceae. Inga underarter finns listade i Catalogue of Life.